# Туйник волосколистий
Туйник волосколистий (Thuidium assimile) — вид мохів порядку гіпнобрієвих (Hypnales).

## Поширення
Ареал охоплює такі частини світу: Європа, Африка, Північна Америка, Південна Америка, Азія.